# Robert Catesby

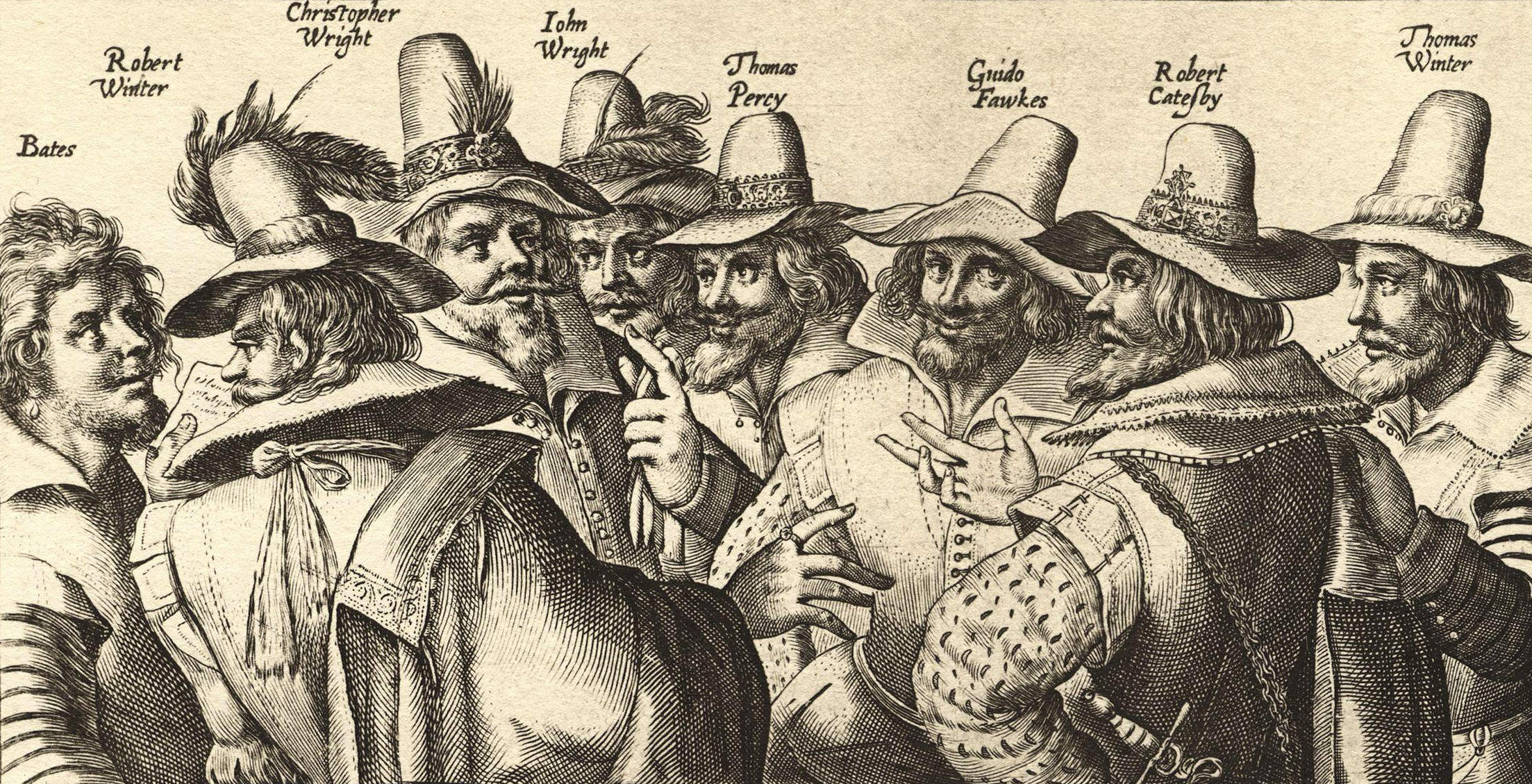
Die Verschwörer des Gunpowder-Plot (zweiter von rechts: Robert Catesby). Grafik von Crispin de Passe dem Älteren (ca. 1606)

Robert Catesby (* 1573 in Lapworth, Warwickshire; † 8. November 1605 Holbeach House, Staffordshire) war der Anführer einer Gruppe oppositioneller katholischer Landadeliger und plante 1605 den gescheiterten Gunpowder Plot.

## Biografie

### Herkunft
Er war der einzige überlebende Sohn von Sir William Catesby (1547–1598) aus Lapworth und Anne Throckmorton aus Coughton, beides Dörfer in der mittelenglischen Grafschaft Warwickshire. Die Familie verfügte über einen alten und erlauchten Stammbaum. Zu diesem gehörte u. a. in direkter Linie der gleichnamige Ahne William Catesby (1450–1485), ein einflussreicher Geheimrat Richards III., dem William Shakespeare in seinem berühmten Königsdrama ein düsteres Denkmal setzte.
Robert Catesbys Vater war ein überzeugter Anhänger des Katholizismus, ein entschiedener Befürworter der jesuitischen Mission und ein politischer Wortführer der katholischen Sache. Eine Haltung, für die er im protestantischen England des späten 16. Jahrhunderts vielfach zu leiden hatte. 1581 erlebte der achtjährige Robert erstmals, wie sein Vater verhaftet und zusammen mit seinen beiden Verwandten William, Lord Vaux (1535–1595), und Sir Francis Tresham (* ca. 1567–1605) von der Star Chamber wegen Beherbergung des Jesuiten Edmund Campion abgeurteilt wurde. Einen größeren Teil seines weiteren Lebens verbrachte er im Gefängnis, weil ihm verschiedene Vergehen im Zusammenhang mit seiner „Weigerung am anglikanischen Gottesdienst teilzunehmen“ (das engl. Delikt lautete „recusancy“) zur Last gelegt wurden. Einmal belief sich sein Bußgeld auf ein Fünftel seines beträchtlichen Besitztums. Sir William Catesby wurde später ein katholisches Kolonisationsprojekt in Amerika übertragen, das zunächst sogar die Billigung Elisabeths I. fand, jedoch im Zuge der wachsenden spanischen Feindseligkeiten aufgegeben wurde.
Durch seine Mutter war Robert Catesby mit den wichtigsten katholisch-oppositionellen Familien verwandt: Throckmorton, Tresham, Vaux, Monteagle und Habington. Er wurde in einer Atmosphäre der Heimlichkeit und Hingabe aufgezogen, die diese eng verbundene, standhaft katholische Gemeinschaft umgab.

### Ausbildung
Robert trat 1586 in das College Gloucester Hall der University of Oxford ein (seit 1714 Worcester College), verließ es aber vor seinem Abschluss, um nicht den Suprematseid leisten zu müssen. Vermutlich besuchte er danach die Universität Reims. In der flandrischen Stadt Douai, die damals zum Habsburgerreich gehörte, war 1562 von Philipp II. eine Universität gegründet worden, um die Reformation zu bekämpfen. Der spätere Kardinal William Allen (1532–1594) hatte dort 1568 das Collège des Anglais für emigrierte englische Studenten eröffnet. 1578 wurde Allens erfolgreiches Priesterseminar der Stadt verwiesen, und er musste es bis 1593 nach Reims verlegen. Das College, das sich ursprünglich nur der Ausbildung des englischen Klerus für die Mission im Heimatland widmete, erweiterte später sein Aufgabengebiet um die Erziehung von Laien. Der auf Strenge und Entsagung beruhende Lehrplan beinhaltete Scholastik, Moraltheologie, die klassischen Sprachen und englische Kirchengeschichte. Zu dieser Zeit benutzte das College ein Textbuch des spanischen Jesuiten Martin de Azpilcueta (1493–1586), das die Kasuistik behandelte, die Anwendung von Moraltheologie in bestimmten Fällen und die Umstände definierte, die ein normalerweise verbotenes Handeln rechtfertigen können. Daraus mag sich später Catesbys theologische Begründung des Gunpowder Plot ergeben haben.

### Privatleben
1593 heiratete Robert Catesby Catherine Leigh († ca. 1598), die Tochter des Protestanten Sir Thomas Leigh aus dem Dörfchen Stoneleigh in der Grafschaft Warwickshire. Sie brachte die beachtliche Mitgift von 2000 Pfund jährlich mit in die Ehe ein sowie die Verbindung zur aufstrebenden Familie der Spencers. Im darauffolgenden Jahr erbte er von seiner Großmutter das große Anwesen Chastleton House in der Grafschaft Oxfordshire. Mit Catherine hatte er zwei Söhne: William, der bereits in der frühen Kindheit starb, und Robert. Beide ließ er in der Anglikanischen Kirche von Chastleton taufen. Catesby scheint eine Art „Doppelleben“ geführt zu haben. Einerseits passte er sich den politischen und religiösen Machtverhältnissen an und andererseits beherbergte er immer wieder prominente englische Jesuiten oder ihre Familienangehörigen in seinem Haus Morecrofts in Uxbridge (im heutigen London Borough of Hillingdon): 1594 Henry Garnet, 1597 John Gerard (1564–1637) nach dessen Flucht aus dem Tower of London und 1598 die Mutter von Robert Parsons.
Trotz seiner religiösen Neigungen war Robert Catesby ein – auch von Protestanten – allseits geschätzter Edelmann und gehörte zum engeren Kreis des königlichen Hofes. Der Jesuit Oswald Tesimond (1563–1636) schrieb über ihn:

“Physically, Catesby was more than ordinarily well-proportioned, some six feet tall, of good carriage and handsome countenance. He was grave in manner, but attractively so. He was considered one of the most dashing and courageous horsemen in the country. Generous and affable, he was for that reason much loved by everyone. Catesby was much devoted to his religion, as one would expect of a man who made his communion every Sunday. Indeed his zeal was so great that in his own opinion he was wasting his time when he was not doing something to bring about the conversion of the country. In this way, partly by example and partly by persuasion, he had won over to the Catholic faith quite a number of gentlemen, and those among the most important, who moved in London and court circles.”

„Physisch war Catesby überdurchschnittlich ebenmäßig gestaltet, etwa sechs Fuß groß, von guter Statur und hübschem Antlitz. Sein Auftreten war würdevoll, doch auf eine einnehmende Art. Er wurde als einer der schneidigsten und kühnsten Reiter des Landes angesehen. Freigebig und leutselig, weshalb man ihn allseits liebte. Catesby war seiner Religion sehr ergeben, wie man von einem Manne erwarten würde, der jeden Sonntag das Abendmahl empfängt. Sein Eifer war tatsächlich so groß, dass er nach seiner eigenen Meinung Zeit verschwendete, wenn er nicht etwas tat, um die Bekehrung des Landes voranzubringen. Auf diese Weise, teils durch Vorbild und teils durch Überzeugung, hatte er dem katholischen Glauben zahlreiche Ehrenmänner zurückgewonnen, die zu den wichtigsten zählten, die sich in London und den Hofkreisen bewegten.“

### Die Essex-Affäre
Die Tatsache, dass er ein wohlhabendes, einflussreiches und beliebtes Mitglied der Gentry war, schützte ihn längere Zeit vor der Härte der antikatholischen Gesetzgebung. Doch 1596 wurde er während einer Erkrankung Elisabeths I. als „Vorsichtsmaßnahme“ der Regierung verhaftet. Gemeinsam mit den Brüdern John (1568–1605) und Christopher Wright (1570–1605) sowie Francis Tresham wurde er im Tower festgehalten. Nur er wurde nach der Genesung der Monarchin sofort wieder auf freien Fuß gesetzt.
Durch seine Beliebtheit unter den eleganten Kavalieren seiner Zeit, und weil er den Ruf eines ausgezeichneten Fechters genoss, geriet Robert Catesby unter den Einfluss von Robert Devereux, 2. Earl of Essex, in dessen Haushalt sein Neffe Francis Tresham einige Jahre zuvor eingetreten war, und mit dem sein Freund William Parker, 5. Baron Monteagle (1575–1622), in Irland gedient hatte.
Essex, der die Gunst der Königin verlor, als er ohne Erlaubnis von einem militärischen Einsatz in Irland zurückkehrte, machte die Einflüsterungen Robert Cecils, 1. Earl of Salisbury (1563–1612), für seinen Sturz verantwortlich. Um dem Einfluss seines Konkurrenten entgegenzuwirken, band er sowohl katholische wie puritanische Freunde an sich, denen er religiöse Toleranz versprach, falls er wieder das Wohlwollen der Monarchin erlange. Es ist unbekannt, inwieweit Catesby in die Pläne des Staatsstreichs vom 8. Februar 1601 eingeweiht war, als Essex mit zahlreichen Anhängern einen bewaffneten Marsch durch die City of London unternahm. Jedenfalls befand sich Catesby unter seinen Gefolgsleuten und fiel durch seine furiose Fechtkunst auf, die auch durch eine Verletzung nicht gehemmt werden konnte. Die aufständischen Lords, die im loyalen London keine Unterstützung gefunden hatten, mussten sich bald nach Essex House zurückziehen. Nach kurzer Belagerung gaben die Rebellen auf und ergaben sich den Behörden. Catesby, der bei dem Putschversuch nur eine untergeordnete Rolle gespielt hatte, entging einer Verurteilung wegen Landesverrats, die die Todesstrafe bedeutet hätte. Stattdessen wurde er mit einer Geldbuße von 4.000 Pfund belegt. Um diesen für damalige Verhältnisse enormen Betrag bezahlen zu können, musste er sein Gut in Chastleton an den reichen Wollhändler und Parlamentsabgeordneten Walter Jones (1550–1632) verkaufen. Trotzdem verfügte er auch weiterhin über ein beträchtliches Einkommen aus seinen verbliebenen Liegenschaften.
Robert Catesby hielt sich nach der gescheiterten Essex-Affäre in seinen Häusern in Morecrofts und Lambeth sowie bei seiner Mutter in Ashby St. Ledgers auf.

### Die Vorgeschichte des Attentats
Da dieser Schritt zur Rekatholisierung Englands misslungen war, wandte sich Catesby bald anderen Möglichkeiten zu. Er wurde in die später so genannte „Spanische Verschwörung“ um William Parker, 5. Baron Monteagle (1575–1622), Francis Tresham und Henry Garnet (* ca. 1553–1606) verwickelt. Thomas Wintour (1571–1606) und Christopher Wright (1570–1605), zwei katholische Landedelleute aus Worcestershire und Yorkshire, reisten im Jahre 1603 mit dem Geheimauftrag nach Spanien, Philipp III. zu einer militärischen Intervention und zur Unterstützung eines katholischen Aufstandes in England zu überreden. Trotz einiger Sympathiebekundungen zeigte sich der spanische Herrscher allerdings wenig geneigt, 15 Jahre nach dem schmachvollen Untergang der spanischen Armada den schmerzlichsten Fehler seines Vaters zu wiederholen.
Wie viele Katholiken setzte auch Robert Catesby nach dem Tod Elisabeths I. im Jahr 1603 zunächst Hoffnungen in ihren Thronnachfolger Jakob I. Seine Gattin Anna von Dänemark war um 1600 zum Katholizismus konvertiert. Vielleicht hatte er auch aus diesem Grund vor seiner Machtübernahme Thomas Percy (* ca. 1560–1605), einem Verwandten des 9. Earl of Northumberland, Versprechungen auf religiöse Toleranz gemacht und war zeitweilig wegen Gunstbezeugungen für Graf Essex und seine Gefolgsleute aufgefallen. Doch Jakob, der im Gegensatz zu seiner katholischen Mutter Maria Stuart überzeugter Protestant war, machte bald alle Erwartungen zunichte. Er verstärkte sogar die Verfolgung der Katholiken. Am 22. Februar 1604 erließ er eine Proklamation, die die Ausweisung aller Jesuiten, Seminaristen und anderer Priester aus dem Reich bis zum 19. März dieses Jahres anordnete (engl. “Proclamation commanding all Jesuits, seminaries, and other priests to depart the realm”), nachdem er seine „äußerste Abscheu vor dem Papismus“ (engl. “utter detestation of popery”) erklärt hatte. Die alte „Recusancy“-Strafgebühr von 20 Pfund pro Monat, die zwischenzeitlich etwas in Vergessenheit geraten war, wurde wieder eingeführt und sogar rückwirkend erhoben. Am schwersten wog jedoch, dass er dem House of Commons im April 1604 einen Gesetzentwurf vorlegte, um alle Elisabethanischen Erlasse gegen „Papisten“ wieder in Kraft zu setzen.

### Scheitern und Ende
Guy Fawkes, der 1593 als Söldner nach Flandern ausgewandert war, hatte 1603 seinen alten Schulfreund Christopher Wright sowie Thomas Wintour auf deren kontinentaler Geheimreise getroffen und kehrte auf Einladung Catesbys mit Wintour Ende April 1604 nach England zurück. Am 20. Mai 1604 versammelten sich fünf Männer in einem Pub namens „Duck and Drake“, der sich im eleganten Londoner Viertel Strand befand: Robert Catesby, Thomas Wintour, Christophers Bruder John Wright (1568–1605), Thomas Percy und Guy Fawkes besprachen in aller Heimlichkeit einen Sprengstoff-Anschlag auf das House of Lords. Catesby, der den waghalsigen Plan entworfen hatte, wollte gleichzeitig auch den König beseitigen.
Das Attentat, dessen strategischer Kopf Catesby war, während Fawkes die militärische Führung übernahm, musste zweimal verschoben werden. Das Parlament trennte sich im Juli 1604 mit der Absicht, erst am 7. Februar 1605 erneut zusammenzutreten. Doch in London herrschte 1605 die Angst vor einer Pestepidemie und deshalb wurde die Parlamentseröffnung auf den 3. Oktober festgesetzt. Im März hatten die Verschwörer, deren Zahl auf 13 angewachsen war, einen der „Keller“ im Erdgeschoss des Parlamentsgebäudes gemietet und begannen ihn mit Schwarzpulver-Fässern zu füllen. Da die Pestwelle noch nicht ganz abgeklungen war, wurde die feierliche Eröffnung des Oberhauses abermals verlegt: diesmal auf den 5. November 1605.
Der Gewaltstreich wurde jedoch vorzeitig entlarvt, weil die Aufständischen ungeschickterweise zuvor versucht hatten, das katholische Parlamentsmitglied Lord Monteagle – einen Schwager Francis Treshams – mit einem anonymen Brief zu warnen. Monteagle beeilte sich allerdings, umgehend den gefürchteten Sekretär des Königs, Robert Cecil, zu informieren (siehe Gunpowder Plot). Die verratenen Verräter flohen nach Holbeche House (früher: Holbeach oder Holbeache House) in der Nähe des Dorfes Kingswinford in Staffordshire. Das Anwesen gehörte Stephen Littleton (* ca. 1575–1606), einem katholischen Landadligen aus den Midlands. Dicht auf den Fersen folgte ihnen Sir Richard Walsh, High Sheriff von Worcestershire, mit seinen Leuten, um einen Überfall auf die Stallungen von Warwick Castle zu ahnden. Vom Londoner Anschlag erfuhr er erst, als Regierungstruppen vor Holbeach auftauchten. Bei den nun folgenden verzweifelten Feuergefechten am späten Vormittag des 8. November 1605 starben Robert Catesby, Thomas Percy, John Wright und sein Bruder Christopher Wright in dem vollständig umzingelten Gebäude. Die anderen Verschwörer wurden gefangengenommen und Ende Januar 1606 hingerichtet.